# Cecil Cooper
Pour les articles homonymes, voir Cooper.
Cecil Celester Cooper (né le 20 décembre 1949 à Brenham, Texas, États-Unis) un ancien joueur de premier but et ancien manager des Ligues majeures de baseball. 

## Carrière de joueur
Comme joueur, il a évolué avec les Red Sox de Boston et les Brewers de Milwaukee et a été sélectionné cinq fois pour le match des étoiles (1979, 1980, 1982, 1983, 1985).

## Carrière de manager
Cecil Cooper a été nommé manager des Astros de Houston en 2007, succédant à Phil Garner. Il a mené l'équipe à 171 victoires contre 170 défaites en un peu plus de deux saisons. 
Cooper a été congédié et remplacé par l'instructeur au troisième but de l'équipe, Dave Clark, le 21 septembre 2009 après avoir mené l'équipe à une fiche de 70-79 durant l'année.

## Bilan de manager
(Mis à jour après la saison 2007)
| Équipe | Année  | Saison régulière | Saison régulière | Saison régulière | Saison régulière |  | Séries éliminatoires | Séries éliminatoires | Séries éliminatoires | Séries éliminatoires |
| Équipe | Année  | Vic.             | Déf.             | % Vic.           | Place            |  | Vic.                 | Déf.                 | % Vic.               | Résultats            |
| HOU    | 2007   | 15               | 16               | 0,483            | 4e NL Centrale   |  | -                    | -                    | -                    |                      |
| HOU    | 2008   | 86               | 75               | 0,534            | 3e NL Centrale   |  | -                    | -                    | -                    |                      |
| HOU    | 2009   | 70               | 79               | 0,470            | 4e NL Centrale   |  | -                    | -                    | -                    |                      |
| Totaux | Totaux | 171              | 170              | 0,501            |                  |  | 0                    | 0                    | 0,000                |                      |